# Viol pornographique
Pour des articles plus généraux, voir Viol et Pornographie.

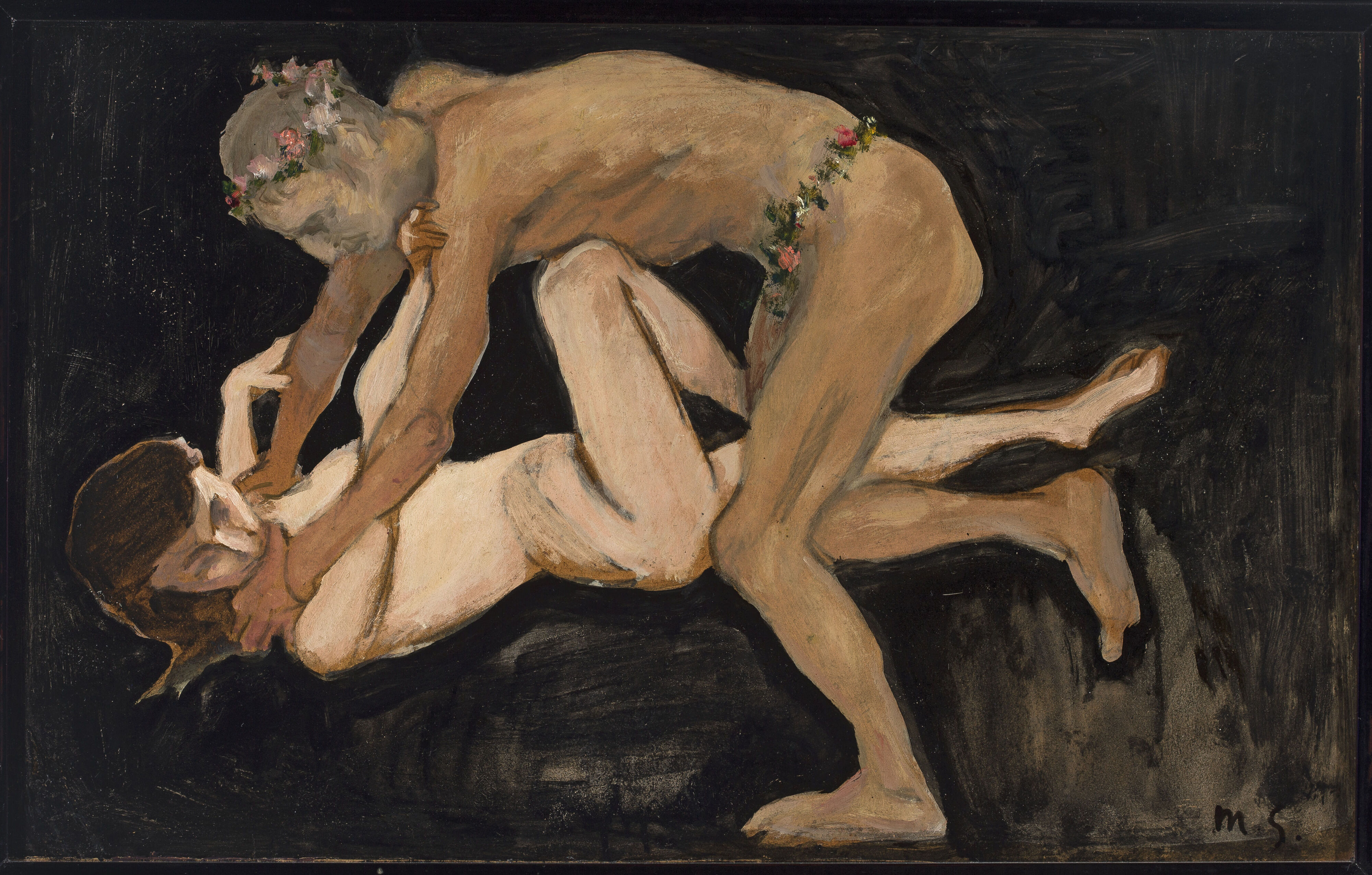
Peinture représentant Slevogt Faun en train de violer une femme (Slevogt Faun and a girl, Max Slevogt)

Le viol pornographique est un sous-genre de film pornographique qui met en scène la description voire la perpétration d'un viol. Ce type de film peut présenter un viol simulé, dans lequel des adultes consentants imitent un viol, ou bien un viol réel. Les victimes de viol réel peuvent être contraintes de simuler un consentement afin que le film apparaisse, de façon frauduleuse, comme une simulation de viol ou comme une pornographie sans viol. La représentation du viol dans des médias non-pornographiques n'est pas considérée comme relevant du viol pornographique. Le cinéma comporte depuis longtemps des scènes de simulation du viol ou d'autres violences sexuelles apparaissent dans des films à grande diffusion, y compris dans le genre rape and revenge.
La légalité de la pornographie montrant un viol simulé varie selon les juridictions. Ce type de film soulève des polémiques car il pourrait inciter des gens à commettre des agressions sexuelles. Néanmoins, les études sur les effets de la pornographie quand elle représente des violences sexuelles conduisent à des conclusions contradictoires. La création de films pornographiques montrant un viol réel est une infraction sexuelle dans les pays où le viol est illégal. C'est l'intention d'engranger des bénéfices, ou d'autres motifs, qui président à la création de films pornographiques basés sur des viols réels, y compris le viol sur mineurs et la pédopornographie. Le viol pornographique, de même que le revenge porn et d'autres catégories similaires représentant des violences, est corrélée à la culture du viol,,.

## Légalité du viol pornographique

### Royaume-Uni
La détention de films pornographiques montrant un viol est illégale en Écosse, en Angleterre et au pays de Galles.
En Écosse, la loi Criminal Justice and Licensing (Scotland) Act 2010 pénalise la possession de pornographie « extrême ». La loi englobe les représentations de viol et « les autres activités sexuelles avec pénétration non consentie, que le film soit violent ou non », y compris quand les personnes impliquées sont des adultes consentants et si les scènes sont factices. La peine maximale est une amende non plafonnée ainsi qu'un emprisonnement de trois ans. Cette loi est rarement appliquée : il n'y a eu qu'une seule poursuite au cours des quatre premières années après son entrée en vigueur.
En Angleterre et au pays de Galles, la loi s'est alignée cinq ans plus tard sur l'Écosse pour interdire la pornographie qui représente le viol (y compris les simulations entre adultes consentants). La section 63 du Criminal Justice and Immigration Act 2008 (en) punissait déjà la possession de « pornographie extrême » mais sans y inclure explicitement les représentations du viol. À cette époque, les autorités pensaient que la vente de viol pornographique était déjà illégale en Angleterre et au pays de Galles à cause de la loi Obscene Publications Act 1959 (en), or, en janvier 2012, l'arrêt R v Peacock (en) a contredit cette supposition. Le projet de loi est annoncé pour la première fois par David Cameron en 2013. Dans un discours devant la National Society for the Prevention of Cruelty to Children (en), il déclare que la pornographie montrant un viol simulé « banalise la violence sexuelle commise contre les femmes », même si le ministère de la Justice avait auparavant annoncé qu'il « ne possède aucune preuve étayant l'idée que la création d'images montrant un viol simulé ait lésé les droits des participants ni de la société dans son ensemble ».
En février 2015, le chapitre 16 de la loi Criminal Justice and Courts Act 2015 (en) établit une modification du Criminal Justice and Immigration Act 2008 (en) et pénalise la détention d'images pornographiques montrant un viol. La loi ne s'applique qu'à du matériel consenti, simulé et fictif. La possession d'une image montrant un viol réel, par exemple un extrait d'une caméra de surveillance, n'est pas illégale ; ce sont les images « réalistes » créées par et pour des adultes qui sont passibles de poursuites.

### Allemagne
En Allemagne, il est illégal de distribuer des images pornographiques montrant un viol réel ou simulé.

### États-Unis
Il existe peu de restrictions légales sur le viol pornographique aux États-Unis. Les organismes chargés de l'application de la loi se concentrent sur des affaires dans lesquelles elles pensent qu'un crime a été commis pendant la production. La pornographie « fantasmée » montrant une simulation de viol entre adultes consentants n'est pas une priorité pour la police.
Après le verdict People v. Turner (en) au sujet d'une agression sexuelle, xHamster a établi la « règle Brock Turner », qui interdit les vidéos montrant un viol, y compris celles où un partenaire est inconscient ou sous hypnose.

## Affaires de viol réel

### Hors Internet
L'actrice américaine de film X Linda Lovelace, dans son autobiographie Ordeal, écrit qu'elle a subi la coercition et des viols dans des films pornographiques au cours des années 1970.

### Sur Internet
Les enquêtes sur Internet concernant un crime réel deviennent de plus en plus difficiles car les sites proposant des viols pornographiques sont gérés de façon anonyme, sans respecter les règles de l'Internet Corporation for Assigned Names and Numbers et en fournissant des données fausses auprès de la base Whois database.
De 2009 à 2020, la société pornographique GirlsDoPorn a créé des centaines de films montrant des femmes sous l'influence de manipulations, de contraintes, de mensonges, de marijuana ou d'autres drogues, ou physiquement forcées d'exécuter des actes sexuels, d'après les récits des victimes et les documents saisis dans le cadre d'une poursuite judiciaire contre l'entreprise,,,. En novembre 2019, six personnes participant au site web sont accusées de trafic sexuel par la force, la fraude ou la coercition. Les vidéos officielles de cette société ont été visionnées plus d'un milliard de fois, y compris par un abonnement payant et, selon une estimation, elles ont fait l'objet de 680 millions de visionnages sur Pornhub, où la chaîne officielle était parmi les plus suivies. Des copies pirates de ces vidéos circulent encore,,. D'après le dossier déposé au tribunal, en décembre 2020 ces vidéos sont encore distribuées sur des sites pornographiques largement consultés.
Des films de viols réels contre des femmes et des jeunes filles ont été tournés dans le cadre de Doctor's Room et Nth Room en Corée du Sud entre la fin des années 2010 et le début des années 2020,,.
Des films montrant des viols réels sont hébergés sur des sites populaire de partage de vidéos pornographiques,, ce qui leur a valu des critiques,.

#### Traite sexuelle sur Internet
Des victimes de traite sexuelle par Internet sont forcées de figurer dans des vidéos où elles subissent des viols et qui sont diffusées en direct sur Internet,, ; ces vidéos peuvent faire l'objet d'un enregistrement afin d'être ensuite vendues. Les victimes subissent des viols aux mains des trafiquants devant une webcam ou elles sont forcées d'exécuter des actes sexuels, soit sur elles-mêmes, soit sur d'autres victimes. Les trafiquants filment et diffusent le crime en temps réel. Souvent, les victimes sont obligées de regarder les clients sur un écran partagé et de suivre leurs ordres. Ces crimes sont perpétrés dans des lieux surnommés les « antres du cybersexe », qui peuvent être des domiciles, des hôtels, des bureaux, des cybercafés et d'autres bâtiments commerciaux.